# Oligospermia
Oligospermia por vezes também apelidada oligozooespermia, caracteriza a situação em que a contagem de espermatozóides no ejaculado masculino tem um valor inferior a 15 milhões por mililitro de sémen ejaculado(5). Trata-se de uma doença com a classificação da OMS ICD-10 N46. 
A oligozooespermia pode ser transitória ou permanente.

## Causas
Pode ser causada por um conjunto variado de motivos entre os quais a orquite (inflamação do testículo), testículos que não descem até ao escroto e varicocele. Fatores como stress, tabagismo e abuso do álcool e de algumas drogas também influenciam. Durateston e outros anabolizantes podem provocar oligozooespermia transitória. 
É uma das manifestações clínicas do Hipotireoidismo em homens. 

## Consequências
Atendendo à necessidade de um elevado número de espermatozóides para que apenas um penetre num ovócito feminino, esta doença pode provocar infertilidade. Todavia os novos métodos de reprodução medicamente assistida podem permitir ultrapassar este problema.